# Antoni Cebulski
Antoni Feliks Cebulski (ur. 2 stycznia 1895 w Wielkich Drogach, zm. 5 sierpnia 1964 w Krakowie) – podpułkownik piechoty Wojska Polskiego z okresu II RP, kawaler Orderu Virtuti Militari.

## Życiorys
Z wojskiem był związany od sierpnia 1914, gdy po ukończeniu nauki w wadowickim gimnazjum, wstąpił do tworzących się Legionów Polskich, otrzymując wówczas przydział do 2 Pułku Piechoty. Służąc w tej jednostce do 1918, awansował na stopień podporucznika. Przeniesiony do II Korpusu Polskiego na Wschodzie, dowodził kompanią 14 Pułku Strzelców Polskich i wziął udział w bitwie pod Kaniowem. Następnie oddelegowany do działającej na terenie Ukrainy Polskiej Organizacji Wojskowej, gdzie prowadził swoją działalność do grudnia 1918.
Od stycznia 1919 do 1924, służył w stopniu kapitana w 2 Pułku Piechoty Legionów i 19 Pułku Piechoty. W tym czasie awansował do stopnia majora. Pomiędzy grudniem 1924 a czerwcem 1925 służył w sztabie 5 Dywizji Piechoty. Z kolei od czerwca 1925 był ponownie w 19 PP na stanowisku kwatermistrza. 28 stycznia 1931 otrzymał przeniesienie do Korpusu Ochrony Pogranicza na stanowisko dowódcy batalionu KOP „Kleck”. W kwietniu 1934 został przeniesiony do 2 Pułku Piechoty Legionów w Sandomierzu na stanowisko dowódcy I batalionu detaszowanego w Staszowie. Do marca 1939 pełnił służbę na stanowisku zastępcy dowódcy 2 PPL.
W marcu 1939 objął dowództwo 8 Pułku Piechoty Legionów w Lublinie. W czasie kampanii wrześniowej wraz ze swoim oddziałem wziął udział w bitwie pod Iłżą oraz w walkach na Zamojszczyźnie.
Po klęsce kampanii wrześniowej, dokonał udanej ucieczki z niemieckiego transportu i ukrywał się w podlubelskich wsiach. W tym czasie podjął próbę współorganizowania struktur konspiracyjnych na terenie Lubelszczyzny. W lutym 1940, został aresztowany i osadzony w Oflagu VI B Dössel-Warburg, gdzie przebywał do końca II wojny światowej.
Po zakończeniu wojny powrócił do kraju. W powojennych realiach podejmował się rozmaitych zajęć, na ogół urzędniczych jako księgowy. Ostatnim jego miejscem zatrudnienia na tym stanowisku było Wydawnictwo Literackie w Krakowie. Tam zmarł pozostawiając po sobie córkę Zofię, oraz syna Władysława. Został pochowany na Cmentarzu Salwatorskim w Krakowie (sektor SC11-4-10).

## Awanse
- major – 1 grudnia 1924 r. ze starszeństwem z dniem 15 sierpnia 1924 r. i 143 lokatą w korpusie oficerów zawodowych piechoty,
- podpułkownik – 27 czerwca 1935 r. ze starszeństwem z dniem 1 stycznia 1935 r. i 6 lokatą w korpusie oficerów zawodowych piechoty.

## Ordery i odznaczenia
- Krzyż Srebrny Orderu Wojskowego Virtuti Militari nr 6999 (17 maja 1922)[6][7]
- Krzyż Niepodległości (6 czerwca 1931)[8]
- Krzyż Oficerski Orderu Odrodzenia Polski
- Krzyż Walecznych (czterokrotnie: po raz pierwszy w 1921)[2][9]
- Złoty Krzyż Zasługi (10 listopada 1928)[10]
- Medal Zwycięstwa („Médaille Interalliée”) (zezwolenie Naczelnika Państwa w 1921)[11]